# ارضة (الضالع)
أرضة هي أحد قرى مديرية الشعيب بمحافظة الضالع وتقع في الجهة الجنوبية الغرببة لمديرية الشعيب وهي أول قرى الشعيب من جهة مدينة الضالع وعلى حدود مديرية الحصين ويبلغ عدد سكانها حوالي 700 نسمة وتشتهر بزراعة المحاصيل الزراعية من الذرة والدخن والذرة الشامية وكذلك تزرع البن كما تشتهر بموقعها المميز الذي يحيط به الوادي من جميع الجهات وشتغل أكثر سكانها بالزراعة والتربية والتعليم والبعض منهم مغترب في دول الخارج كما يوجد فيها من يشتغل بالصحة العامة. 